# Pierre Gariépy
Pour les articles homonymes, voir Gariépy.
Pierre Gariépy est un écrivain canadien né à Québec.

## Biographie
D'abord journaliste, Pierre Gariépy se fait connaître comme écrivain lorsqu'il publie, aux Éditions XYZ, une trilogie contemporaine qui fait écho à l'Odyssée d'Homère. Inspirés très librement entre autres de son père (Lomer) et son grand-père, qui étaient marins, les romans qui forment la trilogie s'intitulent Lomer Odyssée, Blanca en sainte et L'âge de Pierre.
On a dit entre autres de son style qu'il est baroque et des histoires d'amour qu'il décrit qu'elles constituent « [u]ne forme de romantisme où des fleurs d’une beauté fascinante poussent dans les ordures ».

## Romans
- Lomer Odyssée, éditions XYZ, Montréal, 2008, 120 p.
- Blanca en sainte, éditions XYZ, Montréal, 2009, 138 p.
- L'Âge de pierre, éditions XYZ, Montréal, 2011, 184 p.
- Tam-tam, éditions XYZ, Montréal, 2016, 98.